# Jakub Zięć
Jakub Zięć (ur. 5 stycznia 1991) – polski judoka.
Były zawodnik AZS UW Warszawa (2006-2016). Brązowy medalista zawodów pucharu Europy juniorów (Kowno 2009). Brązowy medalista mistrzostw Polski seniorów 2016 w kategorii do 66 kg. Złoty medalista otwartych mistrzostw Polski do lat 23 (Cetniewo 2011). Uczestnik młodzieżowych mistrzostw Europy 2011.